# Granges-sur-Baume
Granges-sur-Baume är en kommun i departementet Jura i regionen Bourgogne-Franche-Comté i östra Frankrike. Kommunen ligger i kantonen Voiteur som tillhör arrondissementet Lons-le-Saunier. År 2018 hade Granges-sur-Baume 130 invånare.

## Befolkningsutveckling
Antalet invånare i kommunen Granges-sur-Baume
Referens:INSEE